# الدوري البلجيكي الدرجة الثانية 2014–15
الدوري البلجيكي الدرجة الثانية 2014–15 هو الموسم 99 من الدوري البلجيكي الدرجة الثانية ‏. أقيم خلال الفترة 1 أغسطس 2014 وحتى 24 مايو 2015، وأشرف على تنظيمه الاتحاد الملكي البلجيكي لكرة القدم، وكان عدد الأندية المشاركة فيه 18، وفاز فيه نادي سينت ترويدن.